# Freeth Bay
Die Freeth Bay ist eine 8 km breite Nebenbucht der Alaschejewbucht an der Küste des ostantarktischen Enderbylands. Sie liegt 20 km westlich der Spooner Bay.
Kartografisch erfasst wurde sie anhand von Luftaufnahmen, die 1956 im Rahmen der Australian National Antarctic Research Expeditions (ANARE) entstanden. Bei der Forschungsfahrt der Thala Dan im Rahmen derselben Expeditionsreihe statteten die Teilnehmer im Februar 1961 der Bucht einen Besuch ab. Namensgeber ist der australische Politiker Gordon Freeth (1914–2001), damaliger Innenminister Australiens.